# Frosta kommun
Frosta kommun (norska: Frosta kommune) är en kommun i Trøndelag fylke i mellersta Norge. Den omfattar området kring halvön Frosta och gränsar till Levangers kommun i öster. Kommunens centralort är den tidigare tätorten Frosta.
Området har spelat en framträdande roll i norsk historia, med samlingsplatsen för Frostatinget och närbelägna Tautra kloster. På Frostahalvön finns också hällristningar från yngre stenåldern.
Utanför samhället Frosta i Trondheimjsfjorden ligger naturreservatet Tautra med Svaet naturreservat og fuglefredningsområde, ett Ramsarområde med ett omfattande fågelliv. Svaet är ett grunt vattenområde, där stora lerbottnar friläggs vid lågvatten, varför området lockar både häckande och ruggande fåglar samt flyttfåglar.

## Tätorter
I Frosta kommun finns inga tätorter. Orten Frosta har tidigare räknats som en tätort men uppfyller inte längre kriterierna.

## Socknar
Inom Norska kyrkan motsvaras Frosta kommun av Frosta socken i Stiklestads prosteri i Nidaros stift.

## Bilder

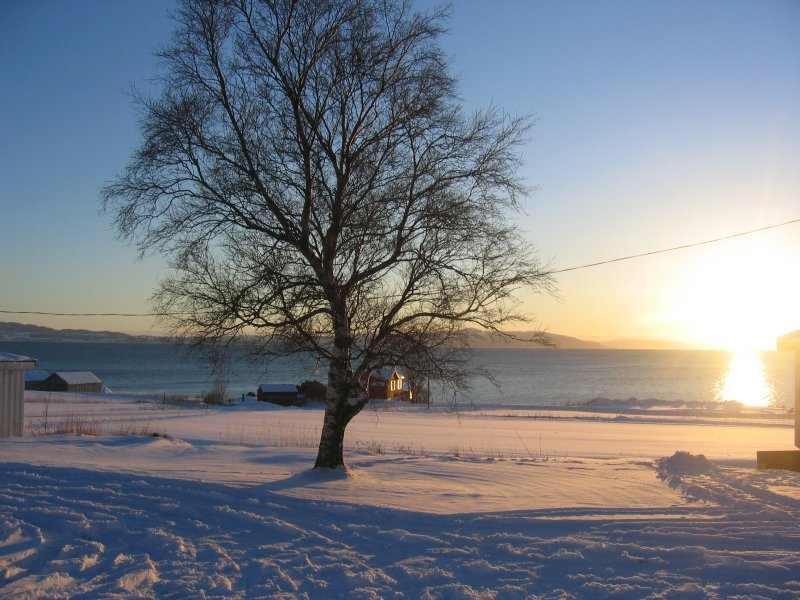
Vy från sydspetsen av halvön Frosta. På andra sidan vattnet ligger Trondheim.
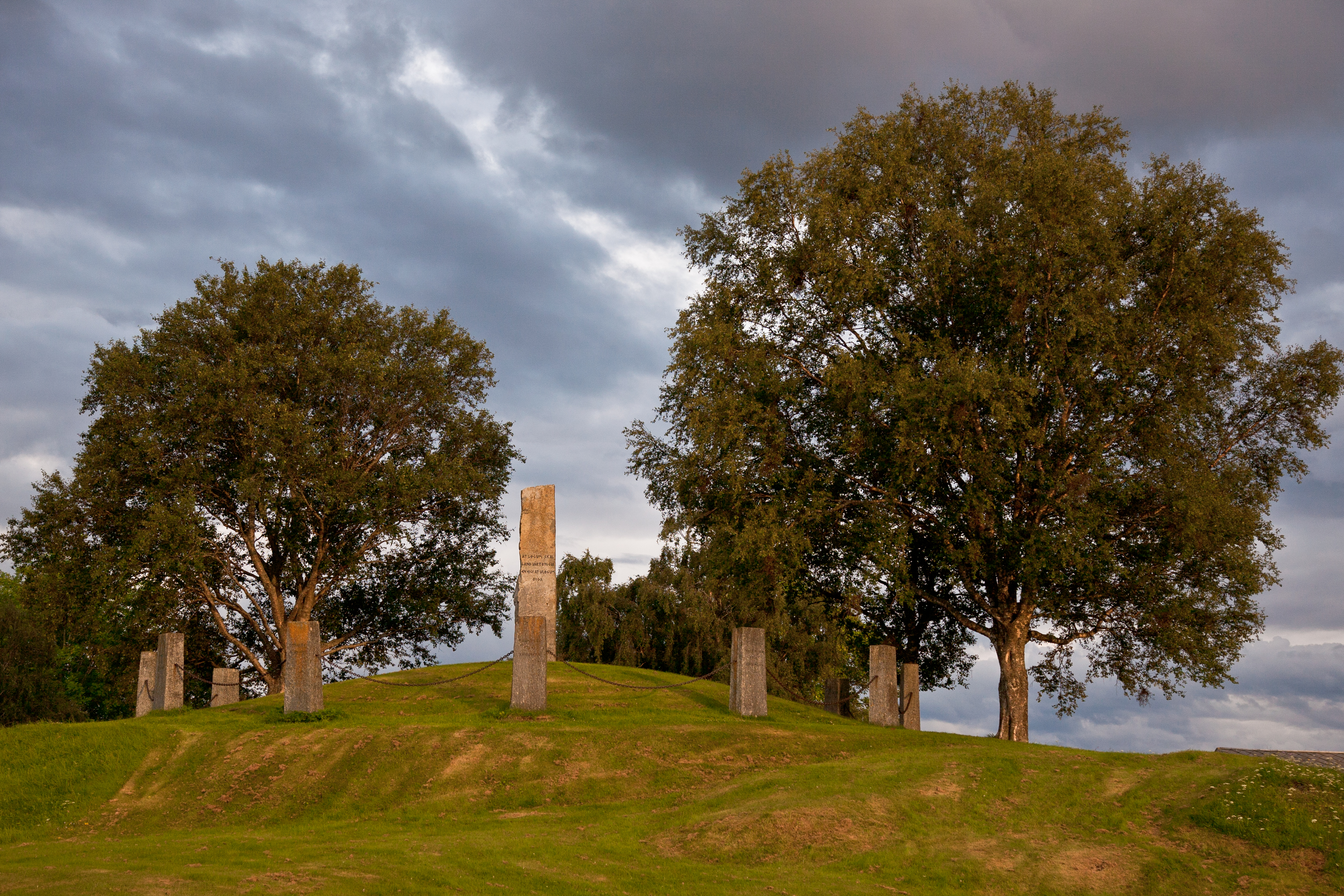
Frostatinget.
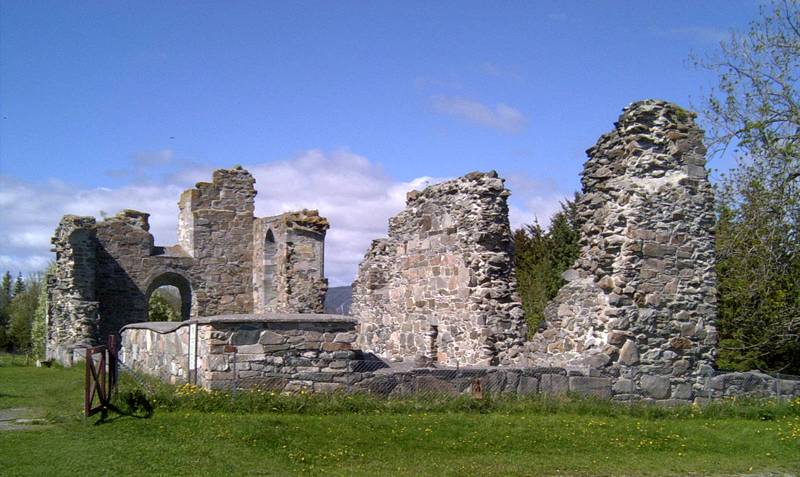
Ruin av Tautra kloster.